# Temnocthispa
Temnocthispa es un género de escarabajos  de la familia Chrysomelidae. En 1940 Uhmann describió el género. Contiene las siguientes especies:
- Temnocthispa deplanata (Waterhouse, 1881)
- Temnocthispa jocosa Uhmann, 1940
- Temnocthispa truncata (Fabricius, 1801)